# Carlo Nell
Carlo Nell, född Charles Maggio Bartolotta 9 juni 1926 i Ormont-Dessous, Vaud, död 7 februari 2016 i Le Chesnay, Île-de-France, var en fransk komiker och skådespelare.

## Roller i urval
- 1961 – Lola
- 1965 – Rififi i Paris
- 1967 – En vacker sommarmorgon
- 1967 – Samuraj killer
- 1970 – Kalabalik på Rivieran
- 1971 – Doucement les basses
- 1971 – Katten
- 1971 – Liket i lusthuset
- 1972 – César och Rosalie
- 1973 – Möte på tåg
- 1974 – Bli rik och ligga med flickor
- 1974 – Comment réussir quand on est con et pleurnichard
- 1979 – Supergendarmen
- 1988 – Quelques jours avec moi